# Stojan Matić
Stojan Matić (Nebljusi, kod Donjeg Lapca, 1915. – Donji Lapac, 27. veljače 1942.), sudionik Travanjskog rata i Narodnooslobodilačke borbe i narodni heroj Jugoslavije.

## Životopis
Rođen je 1915. godine u Nebljusima kraj Donjeg Lapca u siromašnoj seljačkoj obitelji. Nakon završetka osnovne škole u svom rodnom mestu odlazi u Bihać gdje je pohađao gimnaziju. Gimnaziju je pohađao pod teškim uvjetima jer se morao sam uzdržavati. Podučavajući slabije đake uspio je ne samo osigurati sebi egzistenciju već i izdvojiti nešto za majku, koja nije imala dovoljno sredstava za život. Nakon završene gimnazije kako se nije mogao sam dalje školovati odlazi na Vojnu akademiju, koju završava s odličnim uspjehom. Vojno školovanje nastavio je u zrakoplovnoj školi za izviđače. Ujedno se upisuje na Pravni fakultet kao izvanredni student kojeg nije završio.
U Travanjskom ratu pao je u njemačko zarobljeništvo kod Doboja poslije kapitulacije Kraljevine Jugoslavije, no pobjegao je nakon nekoliko dana i vratio se u svoje rodno mjesto. Među prvima u svom selu povezuje s organizatorima ustanka i priprema ustanak u svom i okolnim selima. Članovi ustaničkog štaba u Donjem Lapcu i u Srbu bili su članovi Kominističke partije Nikola Vidaković, Dušan Mileusnić, Đoko Jovanić i Milan Šijan, te Stojan Matić koji jedini nije bio član Partije kao bivši jugoslavenski časnik. Stojan je organizirao napad na oružničku stanicu u Nebljusima. Nakon toga se sastaje s Markom Oreškovićem Krntijom, koji ga je predložio za zapovjednika bataljona gerilskih odreda za Liku. Zapovjednikom je postao 23. kolovoza 1941., a sredinom siječnja 1942. primljen je za člana Komunističke partije Jugoslavije.
U kolovozu 1941. oko 300 partizana, od kojih je polovina bila bez oružja, razbija kod Užljebića znatno nadmoćnije ustaške snage koje su iz Bihaća nadirale preko Drenovače na oslobođeni teritorij, prisiljava ih na odstupanje te zarobljava nekoliko puškomitraljeza i jedan teški mitraljez.
Napad na Boričevac vodili su Đoko Jovanić, Gojko Plovina (vođa ustanka), Stojan Matić i Tomislav Popović. Polovina je prethodno obavijestio Boričevljane po svom rođaku Nikoli Polovini da napuste selo jer neće moći kontrolirati bijes i mržnju pobunjenih Srba. Pokolj u Boričevcu iskorišten za pokušaj smjene Matića s čela Lapačkog odreda. Marko Orešković, politički komesar Ličke grupe partizanskih odreda, pa politički komesar Glavnog stožera Hrvatske, koji je ustanku trebao dati pravo ideološko usmjerenje, osudio je “gerilce” koji su “klali žene, djecu”, iako su se seljaci tamo predali.
Smrtno je ranjen u organiziranom napadu partizanskih jedinica na talijanski garnizon u Donjem Lapcu 27. veljače 1942. godine. Na tom mjestu je i podlegao ranama, kao zapovjednik Lapačkog bataljona, koji je poslije Stojanove smrti nosio njegovo ime.
Ukazom predsjednika FNRJ Josipa Broza Tita, 27. studenog 1953. godine proglašen je narodnim herojem.